# カヴェダーゴ
カヴェダーゴ（イタリア語: Cavedago）は、イタリア共和国トレンティーノ＝アルト・アディジェ州トレント自治県にある、人口約500人の基礎自治体（コムーネ）。

## 地理

### 位置・広がり
トレント自治県北部に位置するコムーネ。県都トレントから北北西へ14kmの距離にある。

#### 隣接コムーネ
隣接するコムーネは以下の通り。
- アンダロ
- ファーイ・デッラ・パガネッラ
- モルヴェーノ
- スポルマッジョーレ

## 行政

### 分離集落
カヴェダーゴには、以下の分離集落（フラツィオーネ）がある。
- Canton, Croce, Daldòss, Dalsàss, Dorek, Lent, Masét, Mattè, piazza San Lorenzo, Pozza, Pozzata, Priori, Soda, Tomàs, Viola, Zeni

### Comunita di valle
トレント自治県が設置した広域行政組織 Comunita di valle 「パガネッラ」 (it:Comunità della Paganella) （事務所所在地: アンダロ）に属する。

## 住民

### 言語
| 少数言語話者の割合（2011年） | 少数言語話者の割合（2011年） | 少数言語話者の割合（2011年） | 少数言語話者の割合（2011年） | 少数言語話者の割合（2011年） |
| ---------------------------- | ---------------------------- | ---------------------------- | ---------------------------- | ---------------------------- |
|                              |                              |                              |                              |                              |
| ラディン語                   | ラディン語                   |                              | 6.2%                         | 6.2%                         |
| モケーニ語                   | モケーニ語                   |                              | 0.0%                         | 0.0%                         |
| チンブロ語                   | チンブロ語                   |                              | 0.0%                         | 0.0%                         |

2011年10月9日に行われた国勢調査によれば、住民534人中33人（6.2%）がラディン語話者であった。